# Naftali Lau-Lawi
Naftali Lau-Lawi (ur. 23 czerwca 1926 w Krakowie, zm. 6 grudnia 2014 w Jerozolimie) – izraelski polityk.

## Życiorys
Syn rabina Mojżesza Chaima Laua. Lata 1935–1944 spędził w Piotrkowie Trybunalskim (od 1939 w getcie, od 1942 w obozie pracy przy hucie szkła „Hortensja”). W 1941 spędził 40 dni w niemieckim obozie koncentracyjnym Auschwitz-Birkenau, w latach 1944–1945 w Buchenwaldzie.
Od 1945 w Palestynie. W latach 1946–1948 brał udział w walkach o niepodległość Izraela w szeregach organizacji Hagana. Następnie pracował jako dziennikarz. W okresie wojny sześciodniowej był korespondentem wojennym. Pełnił funkcje rzecznika prasowego i doradcy: Moszego Dajana (1970-1974 i 1977–1981), Szimona Peresa (1974–1977) i Icchaka Szamira (1981). W latach 1981–1984 był konsulem generalnym Izraela w Nowym Jorku.
Brat Jisra’ela Me’ira Laua, naczelnego aszkenazyjskiego rabina Izraela. Jest autorem wspomnieniowej książki Am ke’lavi – wyd. polskie pt. Zraniony lew (1997). 
Pochowany na cmentarzu Har HaMenuchot w Jerozolimie w dniu 7 grudnia 2014.